# Shalom Arush
El rabí  Shalom Arush (en hebreu: שלום ארוש) és un rabí israelià que pertany al moviment hassídic Breslev, va néixer el dia 15 d'abril de 1952. Shalom Arush és el fundador de la ieixivà Chut Shel Chesed (en català: un fil de bondat).

## Primers anys
Shalom Arush va néixer en una família que tenia nou fills, en la ciutat marroquina de Beni Mellal. Arush va estudiar en una escola de l'Aliança Israelita Universal. Shalom Arush, va aprendre l'idioma hebreu, estudiant al vespre.
El seu germà més gran es va casar i va emigrar a Israel (va fer Aliyyà) abans que la resta de la família. Arush, els seus pares, i els seus altres germans, van emigrar a la Terra d'Israel, quan ell tenia tretze anys.

## Estudis
La família Arush es va instal·lar a la ciutat israeliana de Pétah Tiqvà, a on els pares de Arush, van matricular al seu fill, en una escola religiosa de l'Estat, més tard va ser alumne d'un institut secular. Després del seu servei militar en l'Exèrcit, Arush va estudiar economia i comptabilitat en la Universitat de Tel-Aviv.

## Servei militar
En 1970 es va unir a les Forces de Defensa d'Israel, a on va servir com a paramèdic, participant en moltes missions, incloent diverses missions durant la guerra de Yom Kippur, en 1973. Durant aquell temps, cinc dels seus amics més propers, van morir en estavellar-se l'helicòpter en el que viatjaven, mentre estaven duent a terme una operació militar. Aquest esdeveniment va ser un dels catalitzadors per a la seva posterior teixuvà i el seu retorn a la religió jueva.

## Teixuvà
La recerca de l'espiritualitat d'Arush, el va dur fins al rabí Eliezer Berland, que li va mostrar la pràctica del hitbodedut, que és duta a terme pels hassidim de Breslev, i junts van celebrar alguns sopars de Sàbat. A més d'amb Berland, Arush va aprendre amb diversos rabins de Breslev com Levi Yitzchok Bender i Shmuel Shapiro. Arush després es va matricular en la ieixivà Dvar Yerushalayim, al mateix temps, Arush va començar a observar més els preceptes (mitsvot). Finalment, Arush es va tallar el cabell, i es va convertir en un jueu devot, i en un practicant de la Torà.

## Matrimoni
Arush va conèixer a la seva esposa, Miriam, gràcies a un matrimonier. El matrimoni, es va desplaçar al moixav Chazon Yechezkel. Després van anar a viure a la ciutat israeliana de Bené-Berac, per unir-se a la nova ieixivà que el rabí Berland havia establert allà. Quan la ieixivà es va establir a Jerusalem, Arush i la seva família també es van desplaçar a la ciutat santa.

## Ieixivà

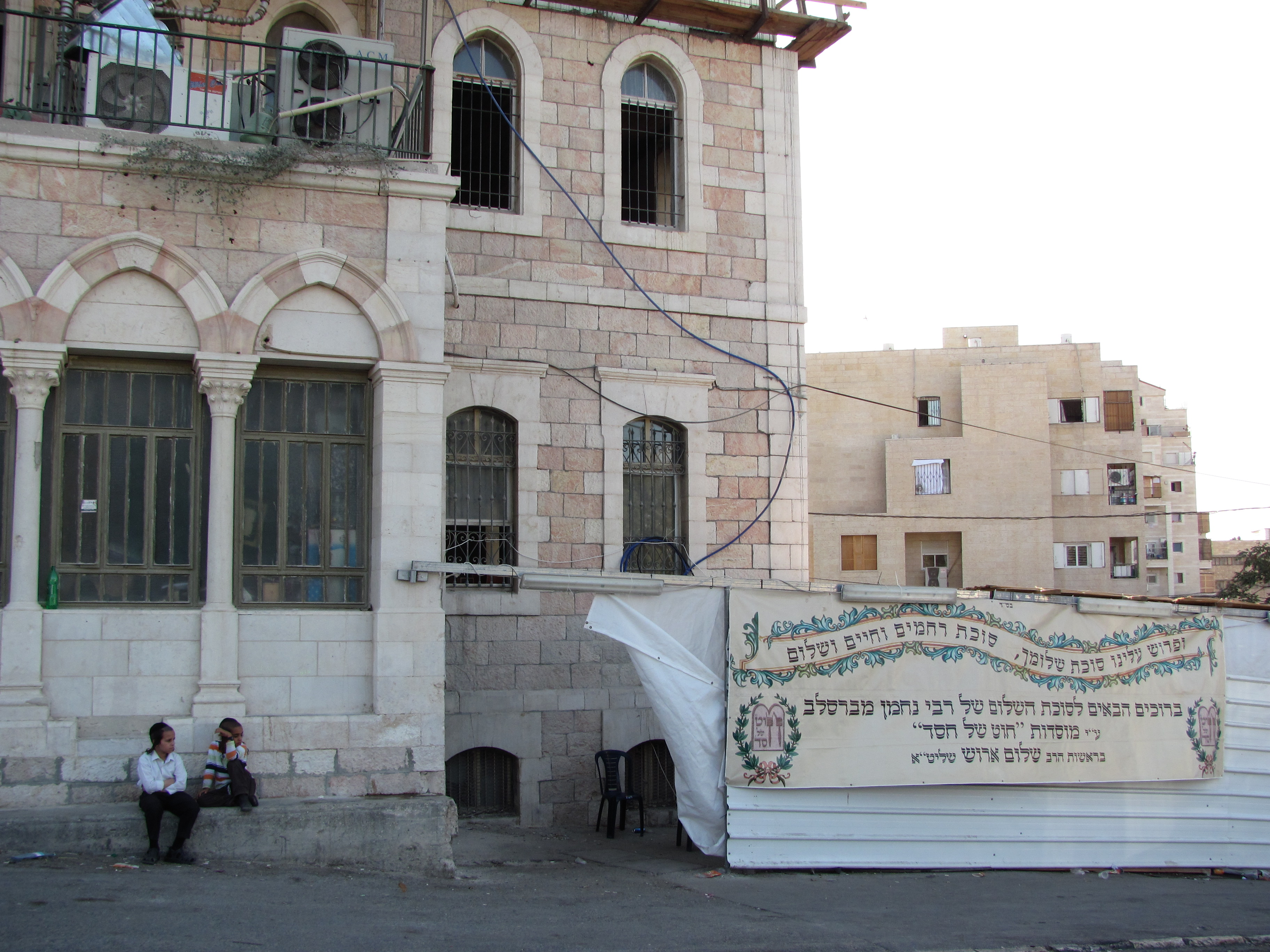
Vista parcial de l'edifici de la ieixivà Chut Shel Chessed (un fil de bondat) en el carrer del profeta Samuel, a Jerusalem.

En 1985, seguint les directives establertes pel rabí Berland, Arush va obrir la seva pròpia ieixivà amb quinze estudiants, un any més tard, la ieixivà tenia ja vuitanta estudiants i es va moure a la seva seu central actual, en el barri de Morasha de Jerusalem.
Les institucions Chut Shel Chessed (un fil de bondat), inclouen una ieixivà, una acadèmia per a homes casats, un internat pels alumnes adolescents, i una escola Talmud Torà pels nens.
L'organització s'especialitza en la criança de joves en risc, alguns dels seus alumnes han arribat a ser escriptors, actors i músics. Entre els alumnes cèlebres del rabí Arush, es troba l'actor israelià Shuli Rand, que va actuar en la pel·lícula Ushpizin.

### Rabí Lazer Brody
En 1998, Arush va obrir una branca de Chut Shel Chesed en Ashdod, Israel, i va nomenar cap del programa d'ordenació rabínica, al seu estudiant, el rabí Lazer Brody, un altre ex-soldat de les FDI que va fer teixuvà. En 2006, aquesta branca es va fusionar de nou amb la ieixivà de Jerusalem. El rabí Lazer Brody, va passar a ser el guia espiritual dels estudiants d'Arush, així com el traductor a l'anglès dels llibres del rabí Arush.

## Ensenyaments
El rabí promou els ensenyaments del Rebe Nakhman de Breslev entre els seus alumnes, els quals han fet teixuvà i han tornat a la pràctica del judaisme. El rabí Shalom Arush, viatja sovint al voltant del món, i difon els ensenyaments de rabí Nakhman de Breslev, a través de la publicació de diversos llibres sobre el judaisme i el hassidisme, així com participant en conferències i parlant davant del públic.

## Llibres
Shalom Arush és el autor de diversos llibres que han estat traduïts del hebreu a l'anglès, l'espanyol, el francès, el rus, l'alemany, el portuguès i el jiddisch. El rabí Lazer Brody, afirma que en total s'han venut més d'un milió de còpies.
- Garden of Peace: A Marital Guide for Men Only
- Garden of Emuna: A Practical Guide to Life
- Women 's Wisdom (Garden of Peace for women only)
- In Forest Fields: A Unique Guide to personal Prayer
- The Garden of Yearning: The Lost Princess
- Garden of Joy (BeGan HaOsher)
- Garden of Riches: A Guide to Financial Success
- Likutei Moharan, Vol. 1
- The Garden of Gratitude